# 出﨑統
出﨑 統（でざき おさむ、1943年11月18日 - 2011年4月17日）は、日本のアニメ監督、演出家、脚本家、漫画家。東京都目黒区生まれ。クレジットタイトル上では「出崎統」と表記されることもある。別名義として「崎枕」「さきまくら」「斉九洋」「斎九陽」「松戸館」「松戸完」「矢吹徹」「多井雲」など。生前は日本映画監督協会会員。アニメ監督、プロデューサーの出﨑哲は実兄。

## 来歴

### 少年期
1943年、東京都目黒区で、航空科学専門学校の教授であった出﨑晶の次男として誕生。明治時代に福島県相馬郡（現・福島県相馬市）で干拓事業を行った出﨑栄太郎の曾孫にあたる。終戦後に相馬に移り住んだが、小学1年生のときに父が結核で死去。以後は東京都渋谷区や板橋区に転居し、母子家庭で育つ。小学4-5年生のころより手塚治虫に憧れてストーリー漫画を描くかたわら、学校をさぼって映画館に通うほどの映画好きであった。そのころ観た映画の中では『カサブランカ』が特に印象に残っていると語っていた。
1959年、東京都立北園高等学校に入学。同級生に江守徹、吉田日出子がいた。1年生のとき、貸本漫画誌『街』の新人コンクールで受賞し、貸本漫画家としてデビュー。『街』（セントラル文庫）などの雑誌で「ホオに傷のある男」「天使達」など多数の読み切り作品を発表した。貸本漫画全盛期をよく知る漫画家のすがやみつるは、当時の出﨑の作風を「都会派アクション」と評し、バラリと前髪がたれたハンサムな若者が進駐軍払い下げのグリースガンをぶっ放すマンガばかり描いていた旨を記している。しかし本人曰く、2年生の時にテレビの普及に因る貸本業界の斜陽によって原稿依頼が来なくなったため、出版社に原稿の持ち込みを行うも相手にされず、一旦漫画から足を洗って、同校卒業後に東芝に就職。1年半、工場勤務に従事するも、仕事が全く出来ずに退職する。

### アニメ会社へ入社
翌1963年のゴールデンウイーク中、虫プロダクションの求人新聞広告を見つけ、同社のアニメーター採用試験を受験。応募約500人中、採用3人という難関を突破する。本人の談によると、当初は漫画が描けるかもしれないと思いで受けたという。当然動画テストの試験はあったが、出﨑の漫画を読んだことがあった虫プロスタッフの杉井ギサブローが「こいつなら採用しても大丈夫」と強く推したことが決め手だった。杉井はその際の印象を、面接時から独特の世界、明確な作家性、映像言語を持っていたと述懐している。
これにより工場勤務を辞め、9月に同社に入社。1月から放送を開始していた初の本格的連続テレビアニメ『鉄腕アトム』の第39話「赤い猫の巻」（9月24日放送）で動画デビューを果たし、第51話「子象プーラの巻」（12月17日放送）では第二原画に昇格。入社3ヵ月ほどで4人の新人スタッフを束ねるポジションを与えられるなどの大抜擢を受ける。
1964年、『鉄腕アトム』第66話「スペース・バイキングの巻」（4月4日放送）で原画担当となる。同年、先輩の高木厚に誘われ、アルバイトで東京ムービー制作作品『ビッグX』の絵コンテを担当。この当時から、シナリオを読んでつまらないと感じたら、独断によるストーリー改変を行って絵コンテを描いていた。同じくアルバイト仕事を受けていた杉井らとともに高木の自宅にスタジオを作り、虫プロに通いながらアルバイトをしていたが、やがてこれが虫プロの知るところとなる。
結局、杉井を代表とする有限会社アートフレッシュとして独立することが認められ、虫プロの同僚だった吉川惣司、宇田川一彦、タツノコプロの奥田誠治らとともに8月に同社に参加。同社が虫プロの下請けとして受注した『鉄腕アトム』や『悟空の大冒険』で、各話演出／作画監督を担当した。初の公式各話演出作品は1965年3月27日放送の『鉄腕アトム』第112話「サムソンの髪の毛の巻」。
1967年から放送がはじまった『悟空の大冒険』では、各話演出／作画監督の作業と並行して、虫プロ商事発行の月刊誌「COM」にて同作のコミカライズ版を7回にわたって連載。このころに虫プロ内で演出に昇格した高橋良輔は、出﨑や富野由悠季（当時は喜幸）の仕事を見て彼らの天才ぶりにショックを受け、長期にわたって挫折感の中にいたことを後に語った。
1968年、出﨑が独自性を活かすには「出﨑一家」を構えた方がいいとの杉井の判断により、同社を退社してフリーとなる。1969年には劇場用映画『千夜一夜物語』で原画とストーリーボードを担当。同作の制作終盤には、逼迫する制作進行状況を助けるため構成助手としても関わった。その際にチームワークによる映画作りの面白さに目覚めたと本人は語っていた。その後、日米合作アニメ『フロスティ・ザ・スノーマン〜温かい雪だるま』の制作時に杉野昭夫と机を並べて原画を描き、直接的に互いを意識するようになる。

### 1970年代
1970年4月から放送が開始された虫プロ制作の連続テレビシリーズ『あしたのジョー』で、初めて監督（チーフディレクター）を務める。同作の企画は、出﨑が自ら虫プロの企画室にいた丸山正雄に「どうしてもこれをやりたい」と持ちこんだものであった。出﨑の「実写を超えた迫力のあるものをつくる」という思いと、脚本家や各話演出家から上がってくるシナリオ、絵コンテには制作意図のズレがあり、出﨑はそれらの修正作業に時間を取られる。第1話「あれが野獣の眼だ！」で絵コンテを担当して以降、再び自分で1話分の絵コンテを全部描けたのは、第22話「まぼろしの力石徹」からだった。加えて、当時の制作進行を担当した下崎闊（真佐美ジュン）によれば、同作はスタッフ不足により、通常は1班が4週で1話を受け持つのに対し、2週に1本のペースで進められていた。このためスケジュールが非常に逼迫したが、そのなかで出﨑はさまざまな実験的アイデアを作品に盛り込み、同作を最高視聴率29.2%（本放送時／ビデオリサーチ調べ）を獲得するヒット作品に押し上げた。富野由悠季は後年、同作に各話演出で参加した際に出﨑の仕事を見て「日本のテレビアニメ界に天才がいる」と衝撃を受け、年下の出﨑を大先輩と敬い、頭を下げることができたと述べている。
『ジョー』終了後、1年ほど絵コンテマンとして活動した後、1972年10月にプロデューサーの丸山正雄、おおだ靖夫、作画監督の杉野昭夫とともに、演出の波多正美、原画の川尻善昭ら『ジョー』制作班を引き連れてマッドハウスを設立。直後に東京ムービーから、杉野とのコンビでちばてつやの『ユキの太陽』をアニメ化してほしいと打診があったが、企画段階で頓挫している。結局、マッドハウスのスタッフとして最初に監督（クレジット上は「演出」）した作品は『ジャングル黒べえ』となった。これにより、「本来の仕事」が決まるまでとの約束で引き受けていた創映社制作の『ハゼドン』のチーフディレクター職を、第1話「ハゼドンがやってきた！」の演出のみで降板している。
以後は東京ムービー制作作品『エースをねらえ!』『空手バカ一代』『はじめ人間ギャートルズ』『ガンバの冒険』『元祖天才バカボン』や、ダックスインターナショナル制作の『まんが世界昔ばなし』など、多数の連続テレビシリーズを手がけた。当時の東京ムービー作品では、東京ムービーから資金援助を受けて設立された虫プロ系のマッドハウスと、東京ムービーとは業務提携関係にあったAプロダクション（元東映動画のスタッフで構成）がつねに同一作品に参加していた。両者間には激しいライバル意識が存在していたが、Aプロ主力の一人だった芝山努が『ガンバ』『元祖』の制作を通じて出﨑演出に触れるうち、虫プロ的作風である「少ない動画枚数でメリハリをつけた動き」の追求をするようになるなど、出﨑には大きな影響力があった。『元祖』で初めて出﨑と仕事をした鈴木清司は、当時の出﨑はすでにアニメ界ではカリスマ的存在だったと述べている。
これらテレビシリーズと並行して、1974年には井上陽水の「闇夜の国から」のプロモーションフィルムや実写作品『純愛山河 愛と誠』のオープニングなどの短編アニメも制作。「闇夜の国から」のプロデューサーを務めた山本又一朗は、同作品の制作時に出﨑の並々ならぬ才能を感じたことで、後にプロデュースを担当した劇場用映画『ゴルゴ13』の監督に出﨑を指名することになる。また1976年にはさきまくら名義で絵を担当し、アリス館から絵本『ドングドンとことだま大王』（ストーリー担当は脚本家の吉田喜昭）を発表するなど、多方面での活動が活発化している。
1977年、日本テレビが「開局25周年記念作品」と銘打ち、テレビアニメとしては空前の制作費を投入して制作した連続テレビシリーズ『立体アニメーション　家なき子』で、総監督と全話の絵コンテを担当。加えて、同作で用いられた、画面が立体的に見える特殊な撮影法の秘密漏洩を避けるため、全カットのレイアウトチェックも一人で担当した（本人の談によれば、クレジットで「画面設定」と表示される大橋学は、実際はレイアウトに携わっていないとのこと）。その後番組『宝島』を経て、1979年、かつての連続テレビシリーズの再編集ではない完全新規制作の劇場用映画『エースをねらえ!』で初の劇場用映画の監督を務めた。『家なき子』『宝島』『劇場版エース』はいずれも後述の杉野、小林、高橋との「出﨑カルテット」の連携で作られた作品であり、丸山正雄は『劇場版エース』において出﨑の作風が完成したとの認識を示している。また『劇場版エース』を出﨑の最高傑作とする評もある。この時代の出﨑の作品群に刺激され、福島敦子、森本晃司ら多くの人材がアニメ界に身を投じた。

### 1980-1990年代
1980年、長浜忠夫が監督を降板した連続テレビシリーズ『ベルサイユのばら』に、第19話「さよなら妹よ！」からチーフディレクターとして参加。同年9月放送の総集編「ベルサイユのばらと女たち」（最終回の翌週放送）まで同作を担当した。翌月から放送が開始された連続テレビシリーズ『あしたのジョー2』の制作開始を機にマッドハウスを離れ、杉野とスタジオあんなぷるを設立。アニメーションとして世界初のドルビー・ステレオ方式を採用した劇場用映画『SPACE ADVENTURE コブラ』、当時最新鋭のコンピューター・グラフィックス映像を組み込んだ劇場用映画『ゴルゴ13』などを手がける。小学校や公民館での巡回上映用映画『冒険者たち ガンバと7匹のなかま』（1984年公開／連続テレビシリーズ『ガンバの冒険』の再編集版）の作業を終えたのち、アメリカ進出をめざしていた東京ムービー社長・藤岡豊の命を受けて渡米する。『マイティ・オーボッツ』『バイオニックシックス』といったSF作品や、幼児向けの動物もの『Sweet Sea』『The Blinkins, the Bear and the Blizzard』など、日米合作アニメの制作に数年間携わった。
帰国後、1988年のOVA『エースをねらえ!2』で4年ぶりに日本国内向け作品を発表する。テレビにおける国内復帰作は、1989年から年1作のペースで放送が開始された『ルパン三世』テレビスペシャル。同シリーズでは、第1作『バイバイ・リバティー・危機一発!』を監督したのを皮切りに、1995年までの7年間で4本の監督、1本の監修を担当した。また、1991年には連続テレビシリーズ『おにいさまへ…』を監督。同作は、当時まだ一般家庭への普及率が低かった衛星放送（NHK-BS2）で放映されたが、庵野秀明や高橋留美子ら、アニメ／漫画業界内にも熱狂的なファンを生み出した。
『おにいさまへ…』を機に手塚プロダクション制作作品に携わるようになり、手塚治虫が制作を進めながら未完に終わっていた日伊合作の連続テレビシリーズ『手塚治虫の旧約聖書物語』を引き継いで完成させる。その後の1997年には杉野との共著「アニメーション制作技法」（1994年、創芸社）に掲載された未完のパイロットフィルム『4701白鯨』を原作とする完全オリジナル連続テレビシリーズ『白鯨伝説』をアニメ化、NHK-BS2にて放映。同作は放送中に制作会社が倒産し、第18話「白鯨伝説」をもって放送が中断されるが、1999年に手塚プロの制作によって再開され、完結した。
一方、1980年代末から1990年代にかけては、出﨑哲が設立したマジックバスが制作に関わった『華星夜曲』『修羅之介斬魔劍・死鎌紋の男』ほか、多数のOVA作品を手がけている。なかでも最大のヒット作となったのが、1993年からリリースが開始された手塚プロ制作の『ブラック・ジャック』である。原作と大きく異なる劇画調のキャラクターデザインを用いたこの作品は、2000年までに、OVA10話に加えて劇場用映画1本（第51回毎日映画コンクールアニメーション映画賞受賞）が制作された。また1998年には、再び山本又一朗のプロデュースにより15年ぶりに『ゴルゴ13』の新作『ゴルゴ13〜QUEEN BEE〜』を監督し、OVAで発表している。

### 2000-2011年
2000年代には幼児向け作品『劇場版とっとこハム太郎』シリーズ全4作や、美少女ゲームを原作とした『AIR』『CLANNAD』劇場版など、自らの新境地となる作品の監督を務めた。また2005年には『スペースコブラ』以来23年ぶりとなる地上波での連続テレビシリーズ『雪の女王 The Snow Queen』を監督。制作途中で病気を患いながらも、62歳にして全36話の絵コンテを全て担当（うち2本のみ他者と共同）する。
さらに、28年ぶりにマッドハウス作品の監督となった2008年の『ウルトラヴァイオレット:コード044』と、トムス・エンタテインメントと手塚プロが共同で制作した2009年の『源氏物語千年紀 Genji』では共に1クール弱の放送期間ながら、キャリア初の連続テレビシリーズ全話に渡る監督・脚本・絵コンテ担当を実現した。この時、既に癌を発症しており、『ウルトラヴァイオレット』は丸山から最後の仕事として持ちかけられたものであった。
ただし『ウルトラヴァイオレット』では、あらすじはあってもシナリオ決定稿はなく、ほぼぶっつけ本番で直接絵コンテ作業を行う方式だった。『Genji』は『あさきゆめみし』からの企画変更に伴う制作スケジュールの逼迫により、第3話「夕顔」以降は週1話ペースでの絵コンテ制作というハードな状況となった。第10話「謀叛」と11話「若紫へ」に至っては、後に本人が、もうすぐアフレコが始まるという時にまだ後半の絵コンテを描いていたと語ったほど緊迫した状態であった。
『Genji』終了後は、2009年7月から放映される予定だった『COBRA THE ANIMATION』テレビシリーズ版の監督を務めることになっており、すでに2008年6月には記者会見も開かれていたが、土壇場で降板し肺癌の治療に入る。その後、11年ぶりに制作されたOVA『ブラック・ジャック』シリーズ2本に監修者として参加している途中の2011年4月17日、肺癌のため東京都三鷹市の病院で死去。67歳没。喪主は出﨑哲が務めた。

## 概要
テレビアニメの草創期より制作現場に入り、1970年に26歳で『あしたのジョー』（テレビ版）を監督。『エースをねらえ!』『ガンバの冒険』『立体アニメーション　家なき子』『宝島』『ベルサイユのばら』『あしたのジョー2』など1970年代-1980年代のテレビ／劇場版アニメをはじめ、67歳で死去するまでにテレビシリーズ、劇場用映画、OVAを30タイトル以上監督した。全キャリアを通じ、作品発表のインターバルが1年以上空いたことは稀で、ときには2本以上のテレビシリーズ監督（チーフディレクター）を掛け持ちしたこともある。
劇画、ギャグ漫画、少女漫画、児童文学、内外の古典文学など幅広いジャンルをカバーした出﨑の作風について、アニメプロデューサーの山崎敬之は、絵をあまり動かさず、詩的に表現する演出であり、貸本漫画家の過去を持つことによりドラマを知っていると評した。本人は、若き日に『鉄腕アトム』の絵コンテチェックを受けた際、手塚治虫から、エンターテインメントを忘れないように、と声をかけられ、後々までその意味を考え続けたと語っていた。
また、「出﨑演出」と総称される独創的な技法（#表現手法の項参照）を編み出したことについて、旧虫プロダクションの同僚だったりんたろうは「誰にも真似できない作り方」と評している。同社の後輩である富野由悠季は、リミテッドアニメにおけるもっとも論理的な画面の見せ方を発明したのは出﨑だとし、「彼がいなかったらジャパニメーションがもう少し貧しいものになっていたでしょう」「10年早く出過ぎた才能だった。それがもったいなかった。だけどそうでなければ革新者であり得ないわけだから、やっぱり頃合いではあったんじゃないかな、という気もしています。まだ分かりませんね。」と評し、自身は出﨑の演出を真似ようとしたが太刀打ちできなかったと述べている。
作品作りの際の各セクション責任者には、深く信頼したメンバーを置くのが常だった。『あしたのジョー』からはじまったキャラクターデザイン・作画監督の杉野昭夫とのタッグは「アニメ界の黄金コンビ」と称され、よく知られていたが、加えて美術監督の小林七郎と撮影監督の高橋宏固もきわめて重要なスタッフであり、1970年代後半-1980年代前半にはこの4人で「出﨑カルテット」とも呼べるチームを形成していた。他にも、美術監督の河野次郎、作曲家の羽田健太郎、音楽監督の鈴木清司、声優の野沢那智、菅谷政子、大塚明夫、水谷優子、武藤礼子、井上和彦、勝生真沙子らが多数の出﨑作品に参加している。
『立体アニメーション 家なき子』で宇野重吉が担当した語り手のナレーション原稿は脚本家ではなく、出﨑自ら毎回書いていた。

## 作品作り

### 絵コンテへのこだわりと作品の独自解釈
週に1本放送される連続テレビアニメシリーズでは、スケジュールの都合上、数人がローテーションで各話の絵コンテを担当し、監督はそのチェック／修正指示を行って作品の方向性を統一するのが通例である。しかし出﨑は自身の監督作品において、一人の人間の感性に貫かれた作品でなければ、観る人は何を見たらいいのか判らないとの理由で、ほとんどの話数の絵コンテを自ら担当した。ちなみに富野由悠季の著書「∀の癒し」（ハルキ文庫）には出﨑と富野が「絵コンテが作品の表現を支配するパーセンテージは70％」と確認し合った事が述べられている。
正式にクレジットされた、ないしは担当した事が明らかな絵コンテの合計本数は500本超。日本アニメ界屈指の分量であり、これを上回る本数をこなしたのは富野や奥田誠治など数人にすぎない。ただし出﨑が彼等と大きく異なるのは、担当した全本数の内、約9割が自身の監督作品における絵コンテである事である。
「原作は、ある新しい世界を作る為のきっかけ」が持論。原作付き作品を異なる展開に改変するのはもとより、脚本家が書き上げ、会議で承認されたシナリオ決定稿すら叩き台として扱い、最終的なストーリーとセリフは絵コンテ段階で独自解釈による物語の咀嚼を行って決定した。アニメ界の先輩である杉井ギサブローが、そんなに脚本を変えるなら最初から自分で書けばどうかと質問した際、出﨑は、他人の脚本を元に自分のアイデアが生まれるので、他人の脚本は必要だが、その通りに進める必要も感じない旨を述べたとの事である。この脚本の変更に対し、『ガンバの冒険』では馬嶋満、『あしたのジョー2』では大和屋竺が抗議して途中降板している。両作に携わった飯岡順一は「自ら脚本を書けばよいのに、脚本がなければカットが割れない。絵コンテが描けない」と評している。
絵コンテ段階で原作や脚本から離れた作品になる理由を、兄の出﨑哲は「出﨑が登場人物に深く感情移入する為」と語る。出﨑作品においては、キャラクターの容姿や性格の設定は必ずしも原作通りではない。例えばロバート・ルイス・スティーヴンソン原作の『宝島』に登場する悪役ジョン・シルバーを、出﨑は「海賊の親分＝ロマンの塊」との考えから、原作の記述より遥かに容姿端麗で、善悪を超越した「男の中の男」に設定している。こうして作り上げたキャラクターに様々な感情を移入しながら絵コンテを描き進める事で、結果として出﨑はストーリーを改変してしまった。
本人は絵コンテ制作中の自身の状態について、自分もキャラクターと共に作品世界に入り込む為、物語の結末は分からないとし、また、登場人物と一体となる事でセリフが自然に出てくるまで入り込むと述べていた。だがその一方で、作品世界全体を俯瞰できる視点がないと作品は成立しないとも語っている。鈴木清司によれば、その作業は、『白鯨伝説』終了時に円形脱毛症によって落武者の様な髪になったり、『雪の女王　The Snow Queen』の制作途中では病に罹る等、命を削っての精魂投入であった。
集団による分業で成り立つ商業アニメーションの現場で、終世この姿勢を貫いた事により、原作者や脚本家との軋轢が生まれる場合もあった。前述の様に『あしたのジョー』では山崎忠昭と雪室俊一が、脚本のあまりの改変ぶりを理由に降板する事態に発展。後に山崎と雪室は『日活アクション無頼帖』（ワイズ出版）で出﨑を激しく批判した。また『源氏物語千年紀 Genji』は、当初は大和和紀の漫画『あさきゆめみし』のアニメ化として制作が進んでいたが、出﨑が描いた第1話と第2話の絵コンテが原作とは、かなりテイストの違うものであった事に難色を示した大和側が原作を引き上げた末に、急遽立ち上げられた作品である。
一方、『あしたのジョー』原作者のちばてつやの様に、出﨑を「自分よりジョーを理解してらっしゃる」と絶賛している例もある。『ゴルゴ13』の原作者さいとう・たかをは、自作のアニメ映画化の際、「うん、面白かった。よくできてたね」と評している。また、池田理代子の様に『ベルサイユのばら』に続いて『おにいさまへ…』の監督を出﨑に任せた例もある。
出﨑が絵コンテを重視した、もう一つの理由として、貸本漫画家の過去を持つ事も挙げられる。本人は初めて絵コンテを担当したころ、自分の漫画に動き、声、音楽を付けられるという感覚を得られた事が楽しかったと語っている。つまり出﨑にとってアニメーションフィルムとは漫画や映画の延長線上に存在するものであり、「全ての場合において絵が動く事がアニメーションの基礎である」という考え方とは一線を画す演出スタイルを取っている。

### 絵コンテの特徴と評価
出﨑の絵コンテでは、カット割りにおいては必ずしも動きの繋がりは重視されない。また、視覚的効果を上げるだけでなく、ときにキャラクターの心理までも表現する大胆な画面レイアウトも大きな特徴。多くの場合、筆致が非常にラフなため絵・文字とも判読が困難で、「読むのだけでギャラが欲しい」と言った演出家もいるとのこと。
しかし小林七郎は出﨑の絵コンテについて、慣れると他の監督の絵コンテに比べて一番演出意図がわかりやすいと絶賛した。また、出﨑の絵コンテは単なる指示用の書類ではなく「たたき台」であるとし、そこに描かれている内容をさまざまなスタッフとともに議論、検討して、表現を引き出そうとしたとも語っている。実際に『エースをねらえ!』（劇場版）では、絵コンテのイメージを徹底するため、レイアウト原図を元に全てのカットごとに作画・美術・撮影の主要スタッフを集めて打ち合わせるという、前代未聞の作業を敢行している。出﨑とともにマッドハウスを設立した丸山正雄は、同社の若いスタッフが出﨑をまねた粗い筆致の絵コンテを描くことがあるが、出﨑の場合は絵が巧いので粗いタッチでも絵コンテが成立するのだと述べた。
初期監督作品では他者が絵コンテを担当した割合が比較的多いが、それらの大部分は出﨑自身が徹底的な手直しを行った。対して、出﨑が絵コンテマンとして制作した絵コンテが他者に改変された事例もいくつか存在する。『ルパン三世』（テレビ第1作）第13話「タイムマシンに気をつけろ！」と17話「罠にかかったルパン」では、当時Aプロダクションに所属していた宮崎駿と高畑勲による改変を受けた。もっとも同作の作画監督を務めた大塚康生によると、宮崎と高畑は基本的に「出﨑の絵コンテのままで面白いので、手をつけずにおこう」とのスタンスだったらしく、絵コンテ自体はあまり変えずに作画段階でニュアンスを変更した部分が大きかったとのことである。

### アニメーターとしての仕事と評価
1970年代なかばまでは演出とアニメーターを兼務していた。『鉄腕アトム』（第1作）で動画デビューを果たした約1年半後には同作の作画監督に昇進。以後、『悟空の大冒険』、防災アニメ『ザ・ファイヤーGメン』でも作画監督を務めている。その他、『新宝島』、『どろろ』第11話「ばんもんの巻・その三」、『フロスティ・ザ・スノーマン』、『あしたのジョー』第14話「KOゴングはまだか！」、また虫プロの劇場用長編アニメ『千夜一夜物語』などで原画を描いた。
杉野昭夫はアニメーターとしての出﨑の実力を「相当描ける」と語っており、『千夜一夜物語』監督の山本暎一は、暗いイメージのシーンが巧かった旨の評価をしている。作画スタッフとしての参加が確認できる最後の作品は、1976年10月放送の『まんが世界昔ばなし』第2話「美女と野獣」（キャラクターデザイン）。
なお『哀しみのベラドンナ』に原画でクレジットされているが、これは配給会社への納入期日に間に合わせるために急遽仕上げたダミー版のための作業であり、その後リテイクの名目で完成した本編には出﨑が描いた絵は使用されていない。

### 後進の育成と業界への影響
かつて出﨑のもとで演出助手を務めた監督／演出家には、高屋敷英夫、竹内啓雄、大賀俊二、西久保瑞穂、松園公、桑原智、西田正義らがいる。桑原智は、出﨑は人材育成が上手だったとし、生き様に学ぶべきものがあったと述べている。また脚本家の森田真由美は、出﨑は教わる側が自覚的に何かをつかむまで妥協しなかった旨を語っている。
それ以外にも、出﨑に影響を受けた後進のアニメ監督やアニメーターは多い。押井守は『エースをねらえ!』（劇場版）を10回以上観て、「アニメーションを映画にする方法」を研究した旨を語っている。また庵野秀明も出﨑作品を研究しており、監督作『トップをねらえ!』に、『エースをねらえ!』へのオマージュとしてのパロディ的な要素を盛り込んだ。板垣伸は『WEBアニメスタイル』での連載コラム「板垣伸のいきあたりバッタリ！」第21回で熱烈な出﨑ファンであることを明かし、以後も同コラム内でたびたび出﨑作品についての感想・分析を書き記している。新房昭之はたびたび出﨑からの影響を口にし、出﨑の功績に対して世の中の評価が低い旨を述べている。
晩年には現代のアニメ業界について、自然現象を描ける人がいなくなったことや、アニメ会社が人を育てなくなったこと、お涙頂戴のためにキャラを適当に殺したりする風潮について苦言を呈していた。

### 幻の企画
出﨑が映像化を希望しながら、制作に至らなかった作品がいくつかある。『宝島』を制作した後には、劇場用映画としてハーマン・メルヴィルの「白鯨」を企画。杉野昭夫によるイメージイラストも制作され、プレゼンテーションがかけられた。これは実を結ばなかったが、アイデアを温め続け、後に同小説をモチーフにしたオリジナル作品『白鯨伝説』を制作している。長年にわたってジュール・ルナールの「にんじん」をアニメ化したいと話していた他、晩年には丸山正雄の要請により、オリジナル時代劇の草案も書き起こしていた。

### 人物
スポーツカーを好み、20代前半ごろにはトヨタ・スポーツ800、20代後半でトヨタ・カローラのスポーツタイプ、60代でトヨタ・スープラに乗っていた。生前最後となった2011年1月のインタビューでは、若者がスポーツカーに乗りたがらなくなった風潮を嘆き、無駄を楽しむ余裕の大切さを訴えている。またアートフレッシュ-マッドハウス在籍時代は、自分の車に丸山正雄を乗せ、卓を囲む相手2人を探し歩く日々を送るほどの麻雀好きでもあったという。
愛煙家で、インタビュー時のスナップショットやプロフィール写真等でタバコを吸っている姿が多く見られた。前述した生前最後のインタビューは肺癌の治療中に病院から一時帰宅して受けたものだったが、その際も喫茶店の喫煙席を指定していたことが記事中に記されている。
インタビューや寄稿文によって、複数回の結婚歴があることや子どもがいることを明らかにしていた。
自作品について自賛することが多く、他者の作品を褒めることはしなかった。丸山正雄は、『時をかける少女』の細田守を「面白い」と評したのが唯一であったと証言している。
宮崎駿と犬猿の仲であったと伝わる。取材者には宮崎作品を見ないと明言していた。その理由は出崎が敬愛する手塚治虫のアニメ製作や自作を宮崎が辛辣に評価したからだという。宮崎は1989年の手塚没時にアニメ分野における手塚批判を行っていた。押井守によれば、宮崎の側も出崎を嫌っており、1985年ごろに宮崎に『ルパン三世』の新作映画のオファーがあった際にそれを断って押井を監督に推薦したのは（押井版ルパン三世）、出崎に『ルパン三世』の監督をはやらせたくなくなかったためだという。ただ宮崎と共に仕事をしたことのあるアニメーターの遠藤正明は「あくまで（自分が）感じた印象」としながらも、宮崎は出崎を嫌っておらずカット割について「こういう時は出崎さんはこうするんだ」と説明するなどむしろ出崎をかなり意識していたと証言している。宮崎は出崎が監督した『SPACE ADVENTURE コブラ』に原画として参加しているが、これについては宮崎が当時在籍していたスタジオがヘルプとして参加したもので、ノンクレジットであり過去の仕事歴を振り返った記事でもコメントはない。

## 表現手法

### 概要
「アニメには、創造性を踏まえた、作画と撮影の技術的進歩が不可欠」との持論に基づき、新たな映像表現の開拓と同時に、それに付随する数多くの技術を編み出した。
作画については、『あしたのジョー』において、杉野昭夫、金山明博、荒木伸吾の各作画監督に、目の表情による表現バリエーションの確立をオーダー。端的で漫画チックな表現が主流だった1970年代初頭までのアニメには珍しく、微妙な表情の変化によるキャラクターの繊細な内面描写を試みた。『エースをねらえ!』（テレビ版）では、背景にいる端役キャラクターの表情や色彩を大胆に省略する手法を取り入れている。
止め絵や繰り返しショット等、リミテッドアニメにおいて定型的に使われる演出技法の多くを発想し、確立させたのも出﨑である。後述のように、これらは一般に「出﨑演出」などと称されるが、本人は技術について「表現したいことのために必然的に出てきたもので、技術自体を見せるのが目的ではない」としている。また自身の指向性については、虫プロで手塚治虫が率先して制作した実験アニメーションの志を、商業作品内で発揮しようと考えた旨を語っていた。事実、非商業芸術作品としての実験アニメの類は、デビュー以来制作していない。
撮影に関しては、フィルム撮影時代に多くの撮影表現を発想し、現実化した。なかには従前の常識では不可能と考えられるものもあったが、高橋宏固ら出﨑の信頼が厚い撮影スタッフたちが研究により問題を解決、数々の手法が技術的に確立された。処理の多くは、実写的な立体感や質感を伴わせるものである。ときには、セル画の絵をそのまま映し出すとギャグ漫画のように見えたり、あるいはセルと背景を組み合わせてピントを合わせて撮っただけの画面に何の面白味も感じないとの理由から、アニメートされた絵を見えなくしてしまうほど大量のエフェクトを用いることもあった。
デジタル作業によるアニメ制作が主流となって以降も、独自の技術的探求を進めた。『源氏物語千年紀 Genji』では、非常に複雑な衣装の柄（模様）を、人物の動きに合わせて自然に動かすことにこだわった。これはCG制作のみならず、撮影スタッフも連携することにより現実化している。

### 技法
以下、作画と撮影に関わる技法の一例を紹介する。すべてを出﨑が開発したわけではないが、いずれもその作品において頻繁に使われているものであり、これらを総称して「出﨑演出」と呼ばれる場合が多い。
止め絵
その場面を印象づけるため、止まった絵で見せるカットの総称。回想シーン、決めシーン、CM直前のカット、ラストカットなどで多用される。
出﨑はこの手法を用いる場合、通常のフラットな彩色を施したセル画ではなく、マチエールをつけた彩色の上に線画のみのセル画を重ねて作った一枚絵のショットを使用することがほとんどである（アニメ業界用語でハーモニーと呼ばれ、デジタルアニメが主流になった今でも根強く使われている手法である）。パンニングやトラックバックなど、カメラワークで画面に動きをつける場合もある。また、ワンカットすべてが一枚絵とは限らず、通常のセル画による動きの途中でハーモニーに切り替えたり（瞬間的なオーバーラップ撮影で切り替わることが多い）、止め絵数枚を連続させてワンカットを構成したりするケースもある。
「予算面等から、作画枚数に制約を受けた状況を踏まえて編み出した手法か」との問いに対し、本人は「それはまったく考えていなかった」とし、「人間の一瞬の表情、瞬間の美しさや強烈な印象を残したいとの欲求から、スローモーションをせんじつめた結果として発想した」旨を述べている。
繰り返しショット
観客に印象づけたい重要な画面を、複数回繰り返して見せる手法。これもパンニング、トラックバック、オーバーラップなど、カメラワークと連動する場合が多い。繰り返す回数は3回が圧倒的に多いが、2回、あるいは4回以上のパターンもたびたび用いられる（『あしたのジョー2』第46話「凄絶…果てしなき死闘」では、3カット（実質ワンカット）を使って実に14回連続のトラックアップを用いた）。単純に同一ワンカットをリピートするだけでなく、カメラが3回同じ動きを繰り返しながら継続しているひとつの動きを映し出したり、3回トラックアップをオーバーラップ処理する等のアレンジパターンもある。
本人によると、初使用は『エースをねらえ！』（テレビ版）第1話「テニス王国のシンデレラ」の宗方仁登場シーン。過去に同様の手法を別の映像作品で見たわけではないとのことである。りんたろうは、多くの演出家がこの演出をまねたが、絶妙な撮影指示が生み出す出﨑の味は、誰にも出せなかった旨を述べている。
類似手法として、同じ動きを、アングルを変えた複数のショットで連続して見せる場合もある。
画面分割
映画『グラン・プリ』の影響で使うようになった。画面を上下・左右などに分割する手法で、様々な使い方がある。以下に例を挙げる。
- 同時間軸にある別個の対象物を同時に映し出す。対峙する人物の顔アップを並べ、克明に表情を見せるなど。
- 一つの出来事を異なる角度から捉え、より多角的かつ詳細に描き出す。
- 複数の出来事を同時並行的に進行させ、ストーリーの展開を早める。
- 全く同じ画を複数並べて表示し、印象を強める。

回り込み
キャラクターの周囲をカメラが回るようにしながら、ワンカットで動きを追う手法。背景画がすべて手描きだった時代は、この手法を用いると、動きによっては一枚絵の背景を制作することが困難な場合があるため、バックを透過光で処理することが多かった。しかし『あしたのジョー2』第5話「幻の…あのテンプルを撃て！」においては、人物だけでなく建物込みでの回り込みをすべて動画で描いた上、その動きにシンクロさせて空からの入射光、および海面の透過光までかぶせるという、作画・美術・撮影のいずれも非常に手間のかかるカットを実現している。
多重合成＋パンニング
顔のアップを画面にいくつも多重合成し、縦や横にパンニングしながら動きの変化を映し出す手法。セリフの強調などに用いられる。
ボカシ
キャラクターの顔にトラックアップするなどの場合に、中心のみピントを合わせ、周囲をぼかしてスピード感を強調する手法。
陰影の強調
ほかのアニメーションでも人物や物体の描画には明部と暗部で色を塗り分けることはあるが、出﨑の場合は暗部に特に暗い色を用いて陰影を強調することが多い。
透過光
セル撮影時に、光を線状、帯状、円状、点状などで表現する手法。通常の方法で撮影したセル＋背景（光が入る部分のみ黒く塗りつぶしたマスクをかけてある）の映像フィルムを巻き戻し、光が入る部分以外をすべて黒く塗りつぶしたマスクをかぶせて光を撮影した映像を二重露光で焼きつけて合成する。透過光を強調した上で、一部分をセルが見えなくなるほど暗くすることも多い（セル現像で用いる手法のため、本来デジタルアニメでは原理的に出来ないが、擬似的に再現している）。
血や吐瀉物も透過光で表現される場合がある（グロテスクさを抑えるため）。
入射光
画面に光が差し込んだように見せる手法。特殊なレンズの後ろに光を当てた金銀のモールを置いて撮影した映像に、あらかじめ通常の方法で撮影したセル＋背景の映像を二重露光で焼きつけて合成する。
映画『イージー・ライダー』の、夕日に照らされてオートバイで走るシーンにヒントを得て導入された。本人は、当時の実写映画では太陽光を直接捉えた映像はエラー（失敗）で、絶対使わなかったが、『イージー・ライダー』に入っていたことに驚き、それを描きたくなったと述べている。ちなみに最初に撮影スタッフに提案したときは、「機械が壊れます」と言われたとのこと。
パラフィンによる影
舞台におけるスポットライトの効果を得るために、セル＋背景の前に透明な色つきパラフィンを置き、画面の端に影を作る手法。暗闇のシーンでは青や紫、夕方のシーンでは赤やオレンジなどが使われた。
波ガラス
セル撮影時代に頻繁に見られた手法で、レンズの前に波打ったガラスやプラスチック板を置いて撮影することにより、大気がゆらめくような質感を得る。押井守によると、撮影に使われたのは高橋宏固が工事現場で拾ってきたガラスであるという。
密着マルチ
奥行きがある背景等を捉えたカットで、近景から遠景まですべてにピントを合わせたままパンニングする技法。近くにある景色は移動スピードが速く、遠くにある景色は移動スピードが遅い。立体感を強調する目的で『立体アニメーション　家なき子』の初期話数で多用された。後述するマルチプレーン・カメラを使った撮影法と区別するために「密着マルチ」と呼ばれる。
マルチのピン送り
撮影台を段状に据えたマルチプレーン・カメラでは、それぞれの段に絵を置いて撮影することで画面に奥行きを持たせるが、基本的にピントを合わせるのは任意の一点である。出﨑はワンカットの中で、遠景から近景へ、あるいは近景から遠景へと、ピントを合わせる対象を変化させる手法を多用した。アニメーションでは1秒あたり24枚の絵を撮影するため、フィルム撮影では1コマごとにタイミングから逆算した微妙なピントを設定せねばならず、出﨑が導入した当初は撮影監督などから苦情が絶えなかったという。
上記のうちいくつかの技法を意図的に盛り込んで出﨑演出自体をパロディ化した作品として、押井守が脚本・絵コンテ・演出を担当した『うる星やつら』第66話「ニャオンの恐怖」が知られている。押井によれば、放映当時、この作品はスタジオあんなぷる内で大ウケだったという。押井はこの他にも、出﨑演出のタイミングを確かめようとして、その技法を何度も試したと語っている。

## ペンネーム
基本的に本名で活動したが、絵コンテや各話演出を担当するときを中心に、以下に紹介するいくつかのペンネームを使い分けた。ペンネームを使用する理由について、本人は、演出の他に何かを担当した場合、クレジットに同じ名前が2回出てくるのが嫌だからと述べている。だが1993年以降の作品では原則的にペンネームの使用をやめたため、「出崎統」名がクレジットに2回以上登場することが増えた。2000年代からは名字の表記を「出崎」から正式な「出﨑」へと変更している。
崎枕→さき・まくら→さきまくら
もっとも使用頻度が高かったペンネームで、1969年-1992年の長きにわたって使われた。初期には漢字表記だったが、やがて平仮名表記で「・」入りと「・」なしを併用するようになり、最終的には「・」なし表記に落ち着いた。ほぼ一貫して絵コンテ執筆時や各話演出時の名義であり、監督（チーフディレクター）として使用したのは連続テレビシリーズ『ハゼドン』とOVA『1ポンドの福音』のみである。名字の「崎（﨑）」と「お先真っ暗」をかけたものと言われているが、本人は「枕（眠ること）が大好きなんだよね」とも述べている。
斉九洋→斎九陽
1971年-1972年にかけて、絵コンテマンとしての活動に使われた。「さい・くよう」と読み、由来は「さあ行くよ」説と「（面倒）くさいよう」説がある。
松戸館、松戸完
『まんが世界昔ばなし』でのみ使用されたペンネームで、「館」がシリーズ監督としての名、「完」は各話演出時の名として使い分けた。ともに、由来は当時の所属会社マッドハウスから。ただし、この名義は出﨑以外にもマッドハウス関係者が使用している場合がある。
その他、単発で使用した名前
矢吹徹＝『侍ジャイアンツ』第1話「ほえろ！バンババーン」絵コンテ執筆時に使用。由来は『あしたのジョー』の矢吹丈と力石徹。
多井雲＝『まんが日本昔ばなし』第53話「雷さまと桑の木」演出時に使用。由来は「おーい、くも」と言われる。
善福次郎＝『あしたのジョー2』第26話「チャンピオン…そして、敗者の栄光」と27話「ボクシング…その鎮魂歌」で脚本としてクレジット。厳密には出﨑のペンネームではなく、脚本家によるシナリオを出﨑が絵コンテ段階で改変した結果、原形をとどめないものになったため、便宜上作り出した架空の人物名である。名前の由来は、出﨑が主宰したスタジオあんなぷるの当時の所在地、東京都杉並区善福寺から。

## 評価

### 富野由悠季
アニメーション監督の富野由悠季は、「アニメーターでありながら映像作家でありたいとする演出家」だったと評価し、「彼は映像志向、映画を作るというスタンスをきちんと持っていた」と語った上で、作る意思さえあれば、制約のある作品でも良作に出来る可能性を、出崎が生み出した数々の技法から見出し、「全部止め絵でも、映画的に流れて見える作り方が出来る」「動きではなく、映像としての流れを構築できる」として、その技法を盗もうと、自身の絵コンテを何度も直された経緯がありながら、彼の下で演出を何本か経験したことを明かして、「リミテッドアニメを作っていく上での、最低限の技法を教えてもらった」「基本的センスは圧倒的に隔たりがありますが、考えみたいなものは教えてもらったと思っています」とコメントして、感謝と敬意を表している。

## フィルモグラフィ
太字は監督作品（クレジット上は「演出」「チーフディレクター」等の場合あり）

### 連続テレビアニメ
- 鉄腕アトム（第1作）〔1963年1月1日-1966年12月31日：全193話〕 ●動画／原画（#39、51、66、89他） ●各話演出／作画監督（#112、123、132、143、175）
- ビッグX〔1964年8月3日-1965年9月27日：全59話〕 ●絵コンテ（話数不明／匿名あるいはペンネームで参加[註 19]）
- 悟空の大冒険〔1967年1月7日-9月30日：全39話〕 ●各話演出（#1、4、6、12、14、20、29、35[註 20]） ●作画監督／原画（話数不明）
- わんぱく探偵団〔1968年2月1日-9月26日：全35話〕 ●各話演出（#4、9、16、21、26、33） ●作画協力（出崎統名義／#4、9、21 出崎プロ名義／#26、33）
- どろろ〔1969年4月6日-9月28日：全26話〕 ●各話演出（#1、6、11） ●原画（#11）
- ムーミン（第1作）〔1969年10月5日-1970年12月27日：全65話〕 ●絵コンテ（崎枕名義／#17、25）
- あしたのジョー〔1970年4月1日-1971年9月29日：全79話〕　●監督／チーフディレクター（全話） ●各話演出（出崎統名義／#1　崎枕名義／#22、36-38、42、43、46、51、53、58、65、69、70、76、78、79）　●原画（#14）
- ルパン三世（第1作）〔1971年10月24日-1972年3月26日：全23話〕 ●絵コンテ（斉九洋名義／#3、7、13、17）
- アンデルセン物語〔1971年1月3日-12月26日：全52話〕 ●各話演出（崎枕名義／#49）
- 国松さまのお通りだい〔1971年10月6日-1972年9月25日：全46話〕 ●各話演出（崎枕名義／#7、40、44）
- ムーミン（第2作）〔1972年1月9日-12月31日：全52話〕 ●各話演出（崎枕名義／#43）
- 赤胴鈴之助〔1972年4月5日-1973年3月28日：全52話〕 ●絵コンテ（斎九陽名義／#2、9、10、14、18、20、21、24、25、29、31、32、40、49）
- ハゼドン〔1972年10月5日-1973年3月29日：全26回（52話）〕 ●チーフディレクター（崎枕名義／シリーズ前半） ●各話演出（崎枕名義／#1）
- ジャングル黒べえ〔1973年3月2日-9月28日：全31回（62話）〕 ●演出（全話） ●絵コンテ（さきまくら名義／#1、10、21、32、34、38、39、48、55、62）
- エースをねらえ!〔1973年10月5日-1974年3月29日：全26話〕 ●演出（全話） ●絵コンテ（崎枕名義／#1、2、6、8、13、19、20、24、26　波多正美と共同／#10）[91]
- 空手バカ一代〔1973年10月3日-1974年9月25日：全47話〕 ●演出（岡部英二と共同／全話） ●絵コンテ（崎枕名義／#36、40、44）
- 侍ジャイアンツ〔1973年10月7日-1974年9月15日：全48話〕 ●絵コンテ（矢吹徹名義／#1　出崎統名義／#39）
- はじめ人間ギャートルズ〔1974年10月5日-1976年3月15日：全77回（134話）〕 ●各話演出（さきまくら名義[註 21]／#8、18、28、42、45、56、64）
- ガンバの冒険〔1975年4月7日-9月29日：全26話〕 ●チーフディレクター（全話） ●各話演出（さきまくら名義／#1、2、4、5、8、10、13、15、17、20、23、26）
- 元祖天才バカボン〔1975年10月6日-1977年9月26日：全103回（204話）〕 ●各話演出（さきまくら名義／#2、7、13、18、23、29、34、39、44、49、54、60、65、72、79、85、96、108、114、122、126、132、135、137、141、145、149、160、164、166、171、175、184、191、194、204） ●脚本（さきまくら名義／#67）
- まんが日本昔ばなし〔1975年1月7日-2001年11月24日：全952回（1904話）※再放送分も1話とカウント〕 ●各話演出（多井雲名義／#53（再放送#184、1851）、出崎統名義／#1515、1583、1888）
- まんが世界昔ばなし〔1976年10月7日-1979年3月28日：全127回（241話）〕 ●監督（松戸館名義…葛生雅美と共同／#1-104）　●各話演出（松戸完名義／#2、20、29、47、51、61、67、68、85、174） ●キャラクターデザイン（松戸完名義／#2）
- 立体アニメーション　家なき子〔1977年10月9日-1978年10月1日：全51話〕　●総監督／絵コンテ（全話） ●各話演出（さきまくら名義…竹内啓雄または高屋敷英夫（あるいはその両者）と共同／#1、3-12）
- 宝島〔1978年10月8日-1979年4月1日：全26話〕 ●演出（全話） ●絵コンテ（さきまくら名義／#1-4、6-10、13-16、18、19、21-26）
- ベルサイユのばら〔1979年10月10日-1980年9月10日：全40話＋総集編1話〕 ●チーフディレクター（#19-40、総集編） ●絵コンテ（さきまくら名義／#19-40、総集編）
- あしたのジョー2〔1980年10月13日-1981年8月31日：全47話〕 ●演出（全話） ●絵コンテ（さきまくら名義／#1-35、37、39、40、42-47）
- スペースコブラ〔1982年10月7日-1983年5月19日：全31話〕 ●チーフディレクター（竹内啓雄と共同／全話） ●絵コンテ（さきまくら名義／#1、3、4、11、12）[92]
- 魔法少女レインボーブライト〔1984年6月27日-1986年7月24日、日米仏合作：全13話〕 ●ディレクター（#1）
- マイティ・オーボッツ〔1984年9月8日-12月15日、日米合作：全13話〕 ●ディレクター（全話）
- バイオニックシックス（第1シーズン）〔1987年4月19日-6月28日、日米合作：全11回（22話）〕、（第2シーズン）〔1987年9月8日-11月12日、日米合作：全43話〕 ●スーパーバイジング・ディレクター（全話）
- Visionaries: Knights of the Magical Light〔1987年9月21日-12月14日、日米合作：全13話〕 ●Creative Consultant（全話）
- おにいさまへ…〔1991年7月14日-1992年5月31日：全39話＋総集編6話〕 ●監督（全話） ●絵コンテ（#1-7、9、11-13、15-30、32-34、36-39、総集編6話）
- 手塚治虫の旧約聖書物語〔1997年4月1日-5月9日：全26話〕 ●監督／絵コンテ（全話）
- 白鯨伝説〔1997年4月9日-10月29日、1999年3月24日-5月12日：全26話＋総集編5話〕 ●原作（杉野昭夫と共同）／監督／絵コンテ（全話） ●脚本（単独／#4-6、8、9、13、14、16、18-26 森絵都と共同／#3 植田浩二と共同／#12、17 小出克彦と共同／#15　※総集編5本はそれぞれ上記共同脚本家のいずれかと共同） ●各話演出（松園公と共同／#24）
- ASTRO BOY 鉄腕アトム〔2003年4月6日-2004年3月28日：全50話〕 ●絵コンテ（#9）
- 雪の女王　The Snow Queen〔2005年5月22日-2006年2月12日：全36話＋総集編6話〕 ●監督（全話） ●絵コンテ（単独／#1-10、13-36　四分一節子と共同／#11　矢野篤と共同／#12）[93]
- ウルトラヴァイオレット:コード044〔2008年7月1日-9月16日：全12話〕 ●監督／脚本／絵コンテ（全話）
- 源氏物語千年紀 Genji〔2009年1月15日-3月26日：全11話〕 ●監督／絵コンテ（全話） ●脚本（金春智子と共同／#1-4、7、8、10、11　森田真由美と共同／#5、6、9）[94]

### 劇場用アニメ
- 鉄腕アトム 宇宙の勇者〔1964年7月26日／テレビシリーズ再編集〕 ●動画
- 千夜一夜物語〔1969年6月14日〕 ●ストーリーボード／原画／構成助手
- 哀しみのベラドンナ〔1973年6月30日〕 ●原画
- エースをねらえ!〔1979年9月8日〕 ●監督／絵コンテ[95]
- あしたのジョー〔1980年3月8日／他監督によるテレビシリーズ再編集〕 ●チーフディレクター（名義のみ）
- 長篇立体アニメーション　家なき子〔1980年3月15日／テレビシリーズを自身で再編集〕 ●監督
- あしたのジョー2〔1981年7月4日〕 ●監督／脚本／絵コンテ（テレビシリーズと同時制作）
- SPACE ADVENTURE コブラ〔1982年7月3日〕 ●監督／絵コンテ[96]
- ゴルゴ13〔1983年5月28日〕 ●監督／絵コンテ[97]
- 冒険者たち ガンバと7匹のなかま〔1984年3月4日／テレビシリーズを自身で再編集〕 ●監督
- 宝島〔1987年5月9日／他監督によるテレビシリーズ再編集〕 ●演出協力（名義のみ）
- ブラック・ジャック〔1996年11月30日〕 ●監督／絵コンテ／脚本[98]
- 劇場版 とっとこハム太郎 ハムハムランド大冒険〔2001年12月15日〕 ●監督／絵コンテ
- 劇場版 とっとこハム太郎 ハムハムハムージャ! 幻のプリンセス〔2002年12月14日〕 ●監督／絵コンテ
- 劇場版 とっとこハム太郎 ハムハムグランプリン オーロラ谷の奇跡 リボンちゃん危機一髪!〔2003年12月13日〕 ●監督／絵コンテ
- 劇場版 とっとこハム太郎 はむはむぱらだいちゅ! ハム太郎とふしぎのオニの絵本塔〔2004年12月23日〕 ●監督／絵コンテ[99]
- 劇場版AIR〔2005年2月5日〕 ●監督／絵コンテ
- 劇場版CLANNAD -クラナド-〔2007年9月15日〕 ●監督／絵コンテ

### 単発テレビアニメ
- 新宝島〔1965年1月3日〕 ●原画
- フロスティ・ザ・スノーマン〔1969年12月7日、日米合作〕 ●原画
- 坊っちゃん〔1980年6月13日〕 ●監修
- Sweet Sea〔1985年、日米合作〕 ●Director
- The Blinkins, the Bear and the Blizzard〔1987年、日米合作〕 ●Creative Consultant
- ルパン三世 バイバイ・リバティー・危機一発!〔1989年4月1日〕 ●監督 ●絵コンテ（さきまくら名義）
- ルパン三世 ヘミングウェイ・ペーパーの謎〔1990年7月20日〕 ●監督 ●絵コンテ（さきまくら名義）
- ルパン三世 ナポレオンの辞書を奪え〔1991年8月9日〕 ●監修
- ルパン三世 ロシアより愛をこめて〔1992年7月24日〕 ●監督 ●絵コンテ（さきまくら名義）
- ルパン三世 ハリマオの財宝を追え!!〔1995年8月4日〕 ●監督／絵コンテ[100]
- 孔子傳（こうしでん、日韓台3ヶ国共同制作）〔1995年10月15日〕 ●監督[101]

### OVA
- ベルサイユのばら 生命ある限り愛して（総集編）〔1987年5月21日／他監督によるテレビシリーズ再編集〕 ●演出協力（名義のみ）
- エースをねらえ!2〔1988年7月25日-10月25日：全13話〕 ●総監修（全話） ●絵コンテ（さきまくら名義／#1、2、12、13）[102]
- 1ポンドの福音〔1988年12月2日〕 ●監督（さきまくら名義） ●絵コンテ（さきまくら名義）
- 華星夜曲〔1989年3月25日-9月25日：全4話〕 ●監督／絵コンテ（全話）
- エースをねらえ!ファイナルステージ〔1989年10月23日-1990年4月24日：全12話〕 ●監督（全話） ●絵コンテ（さきまくら名義／#1-4、6、7、9-12）[103]
- B・B〔1990年4月25日-1991年4月24日：全3話〕 ●監督／絵コンテ（全話）
- 修羅之介斬魔劍・死鎌紋の男〔1990年12月25日〕 ●監督／絵コンテ
- 創竜伝〔1991年6月25日-1993年3月10日：全12話〕 ●監督（#1-3） ●絵コンテ（さきまくら名義／#1-3）
- 宝島メモリアル 夕凪と呼ばれた男〔1992年12月21日〕 ●監督／脚本／絵コンテ
- ブラック・ジャック〔1993年12月21日-2000年7月25日：全10話〕 ●監督／絵コンテ（全話） ●脚本（単独／#10　山下久仁明と共同／#1　森絵都と共同／#2　小出克彦と共同／#3-6　日吉恵と共同／#7、9　金春智子と共同／#8 ）
- ゴルゴ13〜QUEEN BEE〜〔1998年5月21日〕 ●監督／絵コンテ
- ブラック・ジャック FINAL〔2011年12月16日〕 ●監修・シリーズ名誉監督

### その他のアニメ
- 孫悟空が始まるよー黄風大王の巻〔1966年6月12日上映、パイロットフィルム〕 ●演出
- 新宿千夜一夜〔1967-1968年ごろ、パイロットフィルム〕 ●詳細不明
- あしたのジョー〔1969年、パイロットフィルム3種〕 ●演出／絵コンテ
- 闇夜の国から〔1974年、プロモーションフィルム〕 ●演出ほか　※自ら撮影した実写パートを含む
- 葬列〔制作年不明、ドキュメンタリー映画〕 ●監督（森弘太と共同）
- おれは直角〔制作年不明、パイロットフィルム〕 ●演出
- 純愛山河 愛と誠〔1974年10月4日-1975年3月28日、オープニングアニメ〕 ●演出
- ザ・ファイヤーGメン〔1975年1月上映、防災アニメ〕 ●演出／キャラクターデザイン／作画監督／原画
- 幸せは安全と共に〔1976年6月制作、PR映画〕 ●演出
- SPACE ADVENTURE COBRA〔1981年、英語版パイロットフィルム〕 ●演出
- バイオニックシックス〔1986年、パイロットフィルム〕 ●演出
- The Ronin〔1986年ごろ、パイロットフィルム〕 ●演出
- リトル・ニモ〔1987年、パイロットフィルム〕 ●演出／絵コンテ
- オツベルと象〔制作年不明、ハイビジョンテスト映像〕 ●監督？
- ASTRO BOY 鉄腕アトム特別編「アトム誕生の秘密」〔2003年4月6日、KYOTO手塚治虫ワールドにて公開〕 ●監督／絵コンテ
- ASTRO BOY 鉄腕アトム特別編「イワンの惑星」〔2003年9月13日、KYOTO手塚治虫ワールドにて公開〕 ●監督／絵コンテ
- ASTRO BOY 鉄腕アトム特別編「輝ける地球 あなたは青く、美しい…」〔2004年2月7日、KYOTO手塚治虫ワールドにて公開〕 ●監督／絵コンテ

## 著書
- 出﨑統、杉野昭夫『アニメーション制作技法 ―『4701白鯨』を創る―』創芸社、1994年。ISBN 4-88144-063-2。復刊ドットコム、2020年。ISBN 4-8354-5724-2
- 出﨑統『悟空の大冒険 ［コミック版］』復刊ドットコム、2019年。ISBN 4835456823。

## 研究書
- 『アニメーション監督　出﨑統の世界』河出書房新社、2012年。
- 『完全解析! 出﨑統 アニメ「あしたのジョー」をつくった男』別冊宝島編集部 、2018年。

## 関連人物・項目
- 杉野昭夫
- 丸山正雄
- 出﨑哲
- 杉井ギサブロー
- りんたろう
- 藤岡豊
- 小林七郎
- 鈴木清司
- 山本又一朗
- 芝山努
- 椛島義夫
- 荒木伸吾
- 竹内啓雄
- 大賀俊二
- 高屋敷英夫
- 波多正美
- 西久保瑞穂
- 大橋学
- 川尻善昭
- 中村隆太郎
- 福島敦子
- 森本晃司
- 大森英敏
- 近藤勝也
- 安藤真裕
- 篠原俊哉
- 須藤昌朋
- 旧虫プロダクション
- 東京ムービー
- マッドハウス
- スタジオあんなぷる
- 手塚プロダクション
- 高橋プロダクション